# 大阪府道198号河内長野美原線
大阪府道198号河内長野美原線（おおさかふどう198ごう かわちながのみはらせん）は、大阪府河内長野市から堺市美原区に至る一般府道である。

## 概要
河内長野市松ケ丘東町から堺市美原区平尾に至る。
大阪狭山市の南海高野線との立体交差箇所は道幅が狭かったため、信号機による片側交互通行が行われてきた。西側に新たに歩道ボックスを設置し、道幅を拡幅したため、2014年（平成26年）6月30日から片側交互通行が解消された。

### 路線データ
- 起点：大阪府河内長野市松ケ丘東町（松ケ丘郵便局前交差点、国道310号交点、大阪府道38号富田林泉大津線上）
- 終点：大阪府堺市美原区平尾（舟渡南交差点、国道309号・大阪府道35号堺富田林線交点）

## 路線状況

### 通称
- 中高野街道
- 大手筋（大町筋とも）：大阪狭山市狭山3・4丁目において狭山陣屋の上屋敷跡地を通る区間。かつては上屋敷地の南北端に城門が設置されていた。

### 重複区間
- 大阪府道38号富田林泉大津線（河内長野市松ケ丘東町・松ケ丘郵便局前交差点（起点） - 富田林市須賀2丁目）
- 大阪府道203号富田林狭山線（大阪狭山市東池尻4丁目）
- 大阪府道36号泉大津美原線・大阪府道210号平尾鳳停車場線（大阪狭山市東野西4丁目・東野交差点 - 大阪狭山市東野西4丁目）

## 地理

### 通過する自治体
- 大阪府
  - 河内長野市 - 富田林市 - 大阪狭山市 - 堺市（美原区）

### 交差する道路
| 交差する道路                                                                   | 市町村名   | 市町村名   | 交差する場所 | 交差する場所                |
| ------------------------------------------------------------------------------ | ---------- | ---------- | ------------ | --------------------------- |
| 国道310号 大阪府道38号富田林泉大津線 重複区間起点                              | 河内長野市 | 河内長野市 | 松ケ丘東町   | 松ケ丘郵便局前交差点 / 起点 |
| 大阪府道38号富田林泉大津線 重複区間終点                                        | 富田林市   | 富田林市   | 須賀2丁目    |                             |
| 大阪府道202号森屋狭山線                                                        | 大阪狭山市 | 大阪狭山市 | 半田6丁目    | 浦之荘交差点                |
| 大阪府道203号富田林狭山線 重複区間起点                                         | 大阪狭山市 | 大阪狭山市 | 東池尻4丁目  |                             |
| 大阪府道203号富田林狭山線 重複区間終点                                         | 大阪狭山市 | 大阪狭山市 | 東池尻4丁目  |                             |
| 大阪府道36号泉大津美原線 重複区間起点 大阪府道210号平尾鳳停車場線 重複区間起点 | 大阪狭山市 | 大阪狭山市 | 東野西4丁目  | 東野交差点                  |
| 大阪府道36号泉大津美原線 重複区間終点 大阪府道210号平尾鳳停車場線 重複区間終点 | 大阪狭山市 | 大阪狭山市 | 東野西4丁目  |                             |
| 国道309号 大阪府道35号堺富田林線                                               | 堺市       | 美原区     | 平尾         | 舟渡南交差点 / 終点         |

### 交差する鉄道
- 南海高野線

### 沿線
- 河内長野松ケ丘郵便局
- 南海高野線
  - 滝谷駅 - 金剛駅 - 大阪狭山市駅
- 狭山池
- 大阪狭山市文化会館（SAYAKAホール）
- 狭山半田郵便局
- 大阪狭山市役所
- 大阪狭山市立狭山中学校
- 大阪狭山市立東小学校
- 大阪狭山市立北小学校
- 舟渡池公園